# Brianna Beahan
Brianna Beahan (* 1. November 1991 in Joondalup City) ist eine australische Hürdenläuferin, die sich auf die 100-Meter-Distanz spezialisiert hat.

## Sportliche Laufbahn
Ihren ersten Wettkampf bei internationalen Meisterschaften bestritt Brianna Beahan bei den Commonwealth Youth Games 2008 in Pune, bei denen sie in 14,08 s die Bronzemedaille gewann. 2013 nahm sie an der Sommer-Universiade in Kasan teil und schied dort mit 13,47 s in der ersten Runde aus. Bei den IAAF World Relays 2015 auf den Bahamas belegte sie mit der australischen 4-mal-100-Meter-Staffel in 45,70 s den achten Platz im B-Finale. 2018 nahm sie erstmals an den Commonwealth Games im heimischen Gold Coast teil und wurde in 13,11 s Fünfte. Zudem wurde sie mit der Staffel im Finale disqualifiziert.
Sie absolvierte ein Studium an der Edith Cowan University in Perth.

## Persönliche Bestzeiten
- 100 m Hürden: 13,02 s (+1,4 m/s), 13. Januar 2018 in Perth